# Polyethyleenimine

het monomeer: aziridine of ethyleenimine

eenvoudigste vorm van polyethyleenimine

Polyethyleenimine (PEI) is het polymeer van ethyleenimine. Het is een sterk basisch polymeer. Het is vrij goed oplosbaar in water. Het is een kationisch polymeer (een polykation) want in water worden de aminogroepen geprotoneerd.

## Synthese
De polymerisatie van al dan niet opgelost ethyleenimine gebeurt met behulp van een katalysator: een zuur of een haloalkaan zoals 1,2-dichloorethaan. Bij de polymerisatie in waterig midden worden min of meer vertakte polymeermoleculen gevormd die zowel primaire, secundaire als tertiaire aminogroepen bevatten. Een niet-vertakt, lineair PEI-molecule bevat enkel secundaire aminogroepen (afgezien van de eindgroepen).

## Toepassingen
- Als toepassing voor PEI werd in het I.G.Farbenoctrooi uit 1939 onder meer impregneermiddel, en de verbetering van kunstzijde aangehaald.[1]
- In de papier- en kartonproductie gebruikt men het als retentiemiddel, waardoor de productiesnelheid van de papiermachines kan verhogen.
- In mijnbouw en steenkoolwinning is het gebruikt als flocculatiemiddel.
- Het is een chelerende verbinding die verschillende metaalcomplexen kan vormen. Dat kan men gebruiken om metaalionen uit (afval)water te halen, door dit door een membraanfilter te sturen dat bekleed is met een dunne laag PEI.[3]
- In de biotechnologie en bij genetische manipulatie is PEI geschikt om bioactieve stoffen in cellen te brengen via endocytose. Deze techniek is gebruikt voor non-virale, horizontale genoverdracht[4].